# بيدرو فاسكيز
بيدرو فاسكيز (بالإنجليزية: Pedro Vázquez)‏ هو محامي وضابط وسياسي أمريكي، ولد في 16 ديسمبر 1934 في سان خوان في الولايات المتحدة، وتوفي بنفس المكان في 23 يونيو 2011. حزبياً، نشط في الحزب التقدمي الجديد.